# ادر آلوارز بالانتا
ادر آلوارز بالانتا (اسپانیایی: Éder Álvarez Balanta‎؛ زاده ۲۸ فوریهٔ ۱۹۹۳) یک بازیکن فوتبال کلمبیا است. وی در ترکیب تیم ملی فوتبال کلمبیا برای جام جهانی فوتبال ۲۰۱۴ نیز حضور داشت.